# アレッツォのキメラ
アレッツォのキメラ（伊: Chimera di Arezzo, 英: Chimera of Arezzo）の青銅像は、エトルリア美術の最も著名な作品のひとつ。1553年にエトルリア・ローマ文明からの古い歴史を持つ都市であるトスカーナ州アレッツォで発見され、すぐにトスカーナ大公であるメディチ家のコジモ1世のコレクションに加えられた。コジモ1世はこの青銅像をヴェッキオ宮殿で公開したが、そのほかのより小さな青銅像のコレクションはピッティ宮殿の自分のアトリエに置き、ベンヴェヌート・チェッリーニの自叙伝によれば「大公は、金細工の道具を使ってそれらの銅像を自ら掃除するのが大好きだった」とされている。アレッツォのキメラは今でもフィレンツェにあり、現在は国立考古学博物館の所蔵となっている。高さは約80cm。
ギリシア神話では、 怪物キマイラ（キメラ）は生国であるリュキアを荒らし回った末に、 ベレロポンによって退治されたとされる。この青銅像がアレッツォで発見された時、キメラであれば蛇の形をしていたはずの尻尾の部分が紛失していたため、発見者はライオンの像だと判断した。しかし、その後すぐに神話のキメラであることが認められ、実際、ジョルジョ・ヴァザーリによれば、フィレンツェに運ばれたブロンズの破片の中から尻尾の部分がすぐに発見されたという。現在の銅像の尻尾部分は、18世紀に修復されたものである。
アレッツォのキメラは、古代のあるときに注意深く秘蔵された青銅像コレクションのなかの1つである。これらの青銅像は、市の城壁のサン・ロレンティーノ門のすぐ外側で堀を掘っているときに偶然発見された。今日その場所には青銅のレプリカ像が建っている。
右の前足に刻まれた銘文は、かつてはさまざまな読み方がされてきたが、近年では、エトルリア神話の最高神ティアナに捧げられた奉納品であることを示すTINSCVILという文字であると考えられている。

## ギャラリー

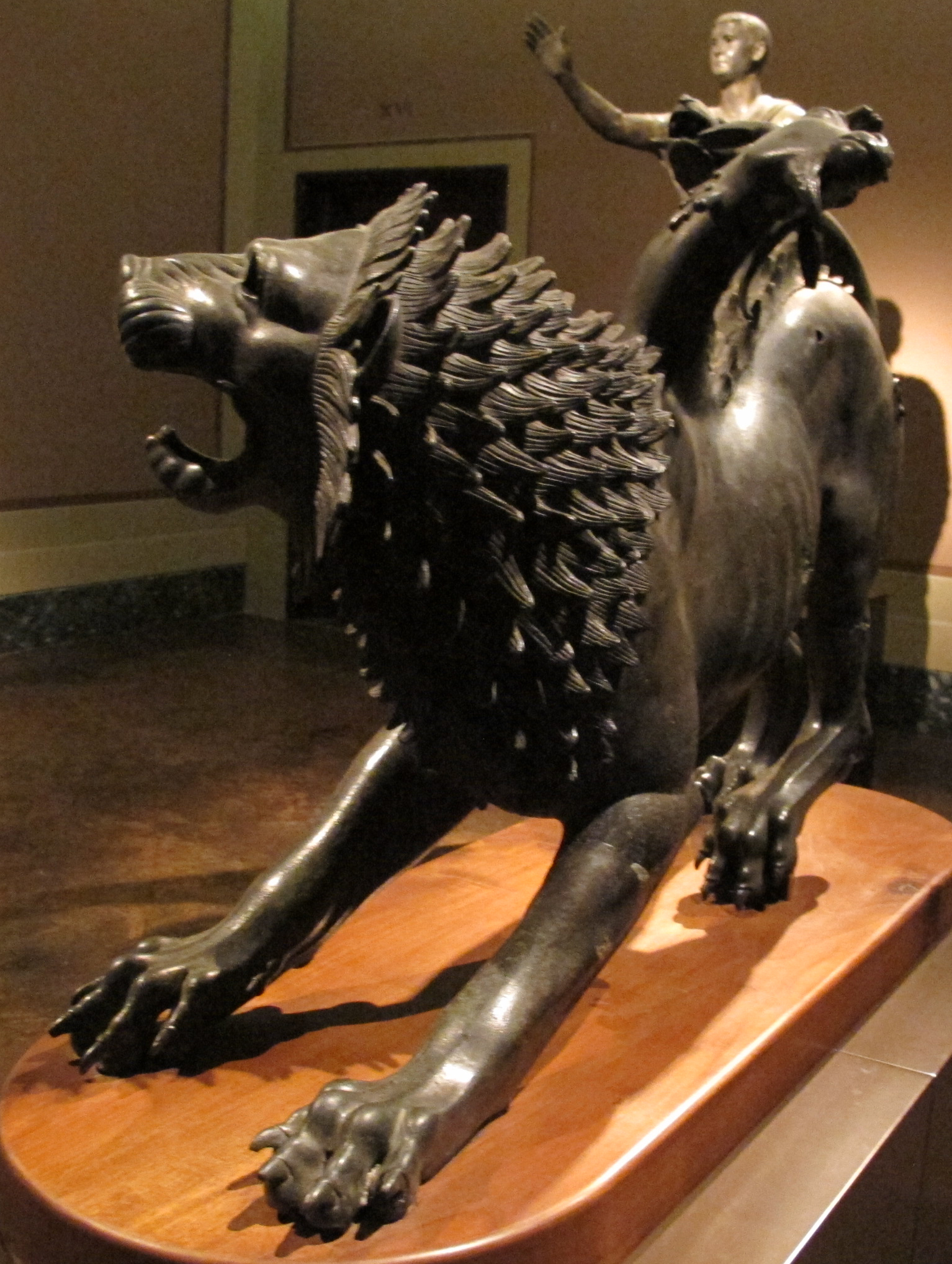
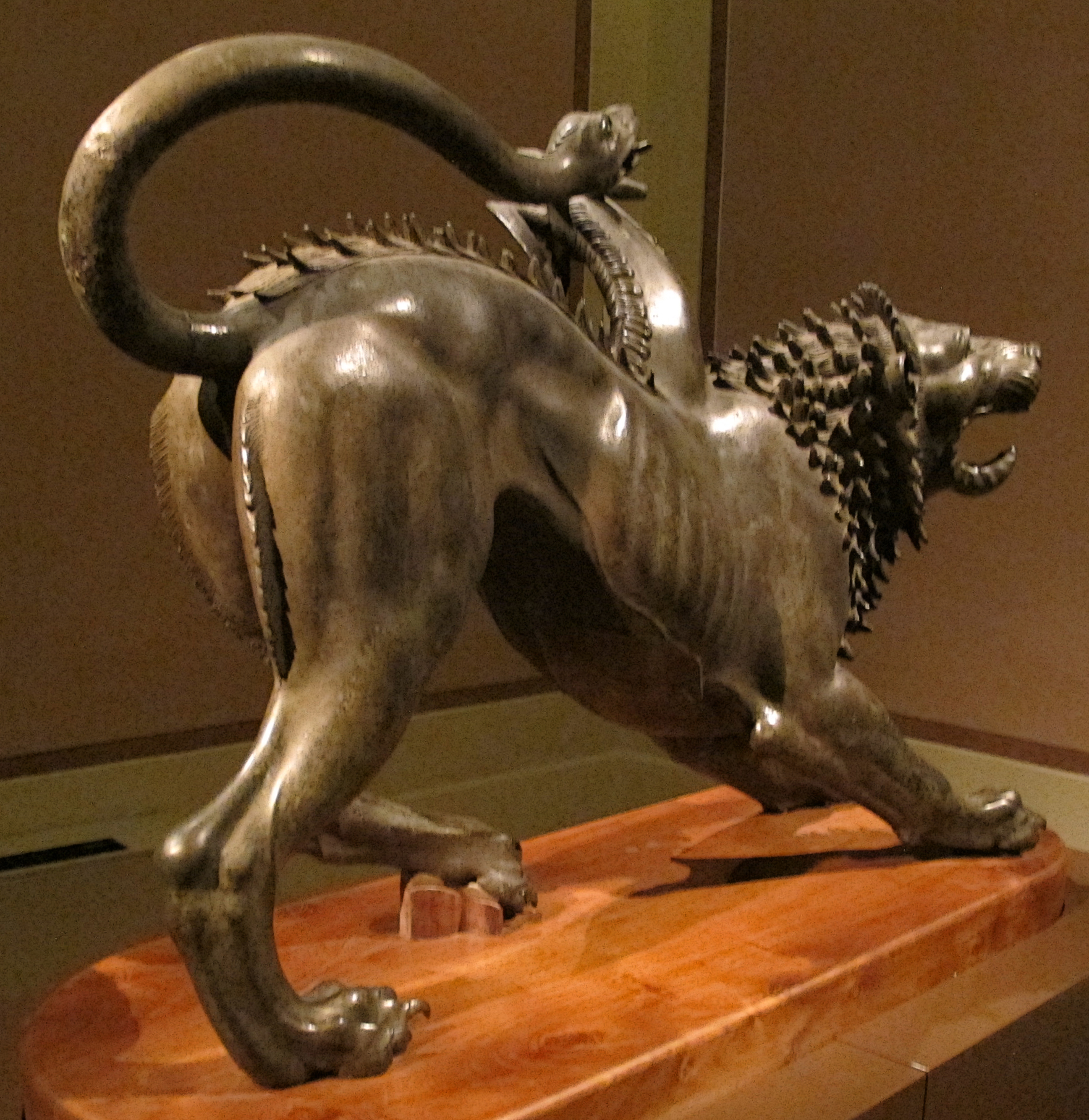
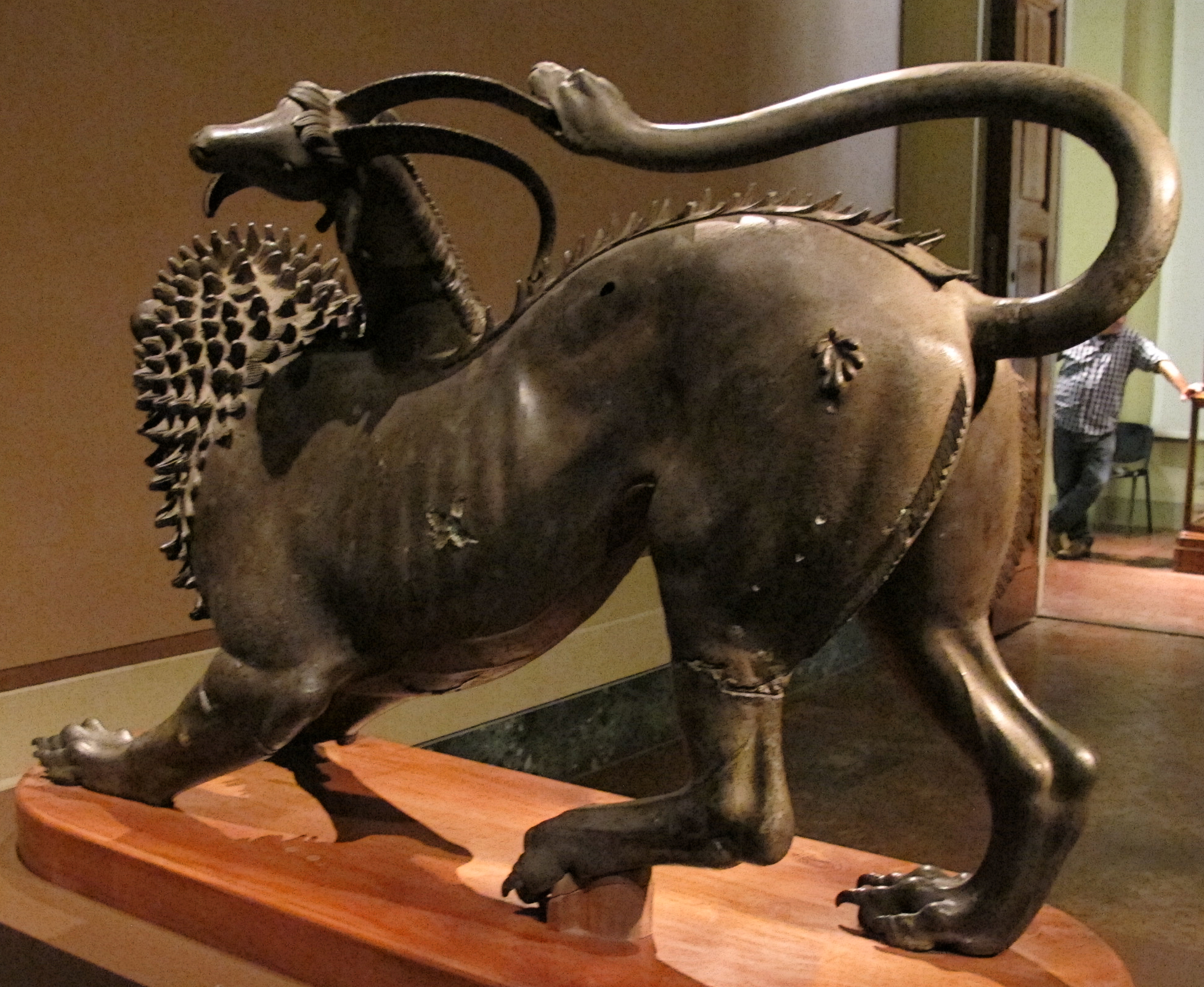
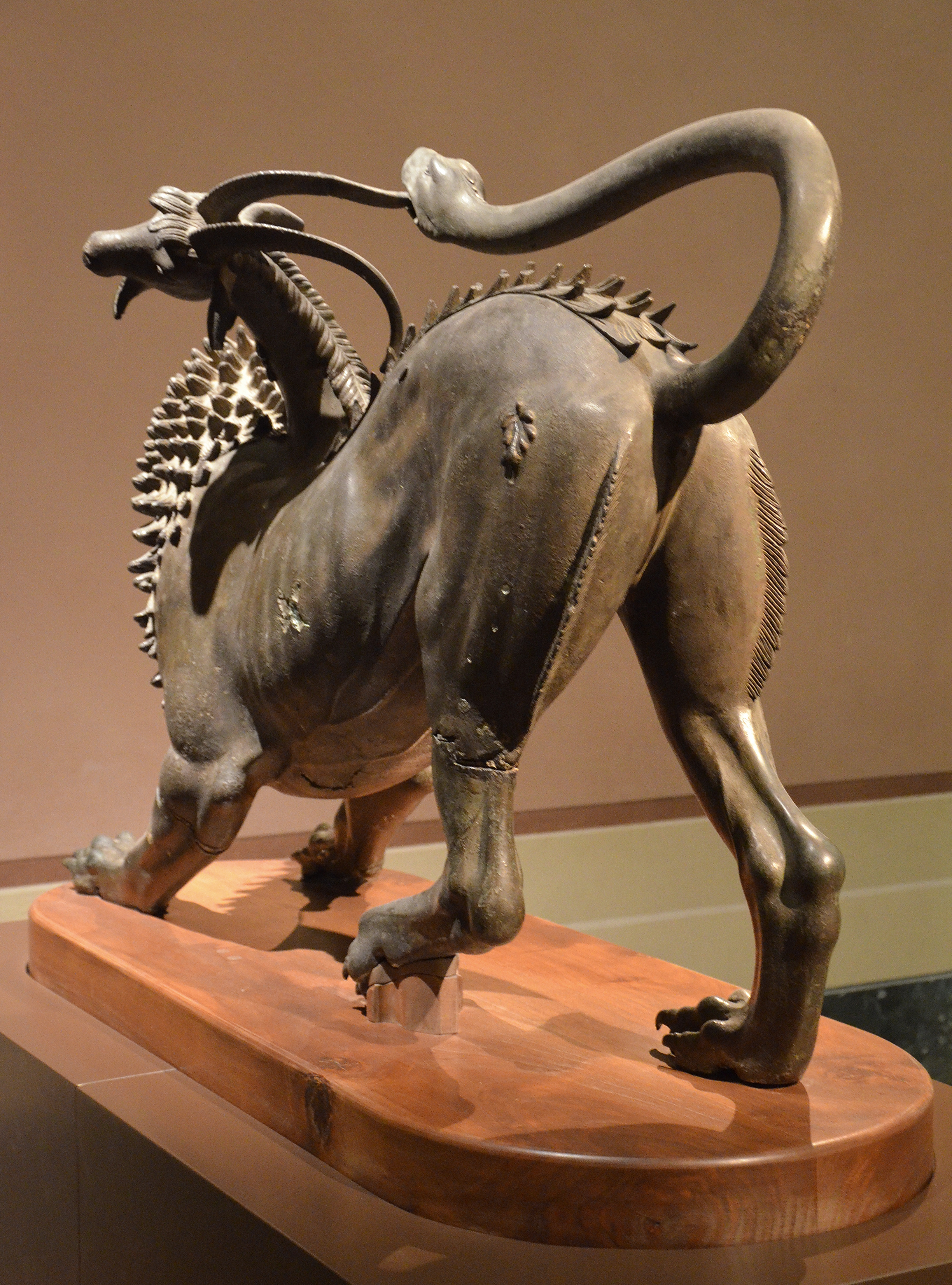
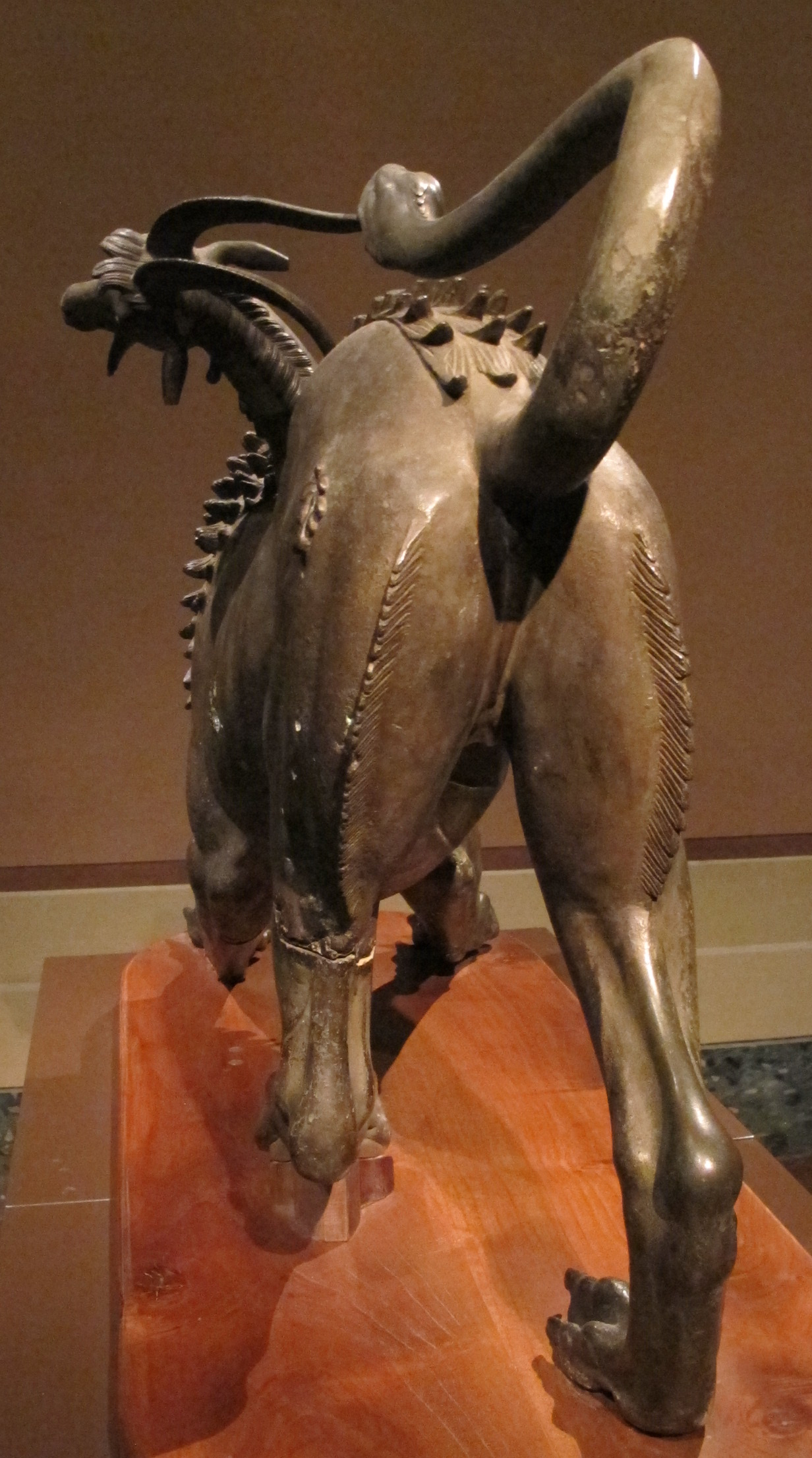
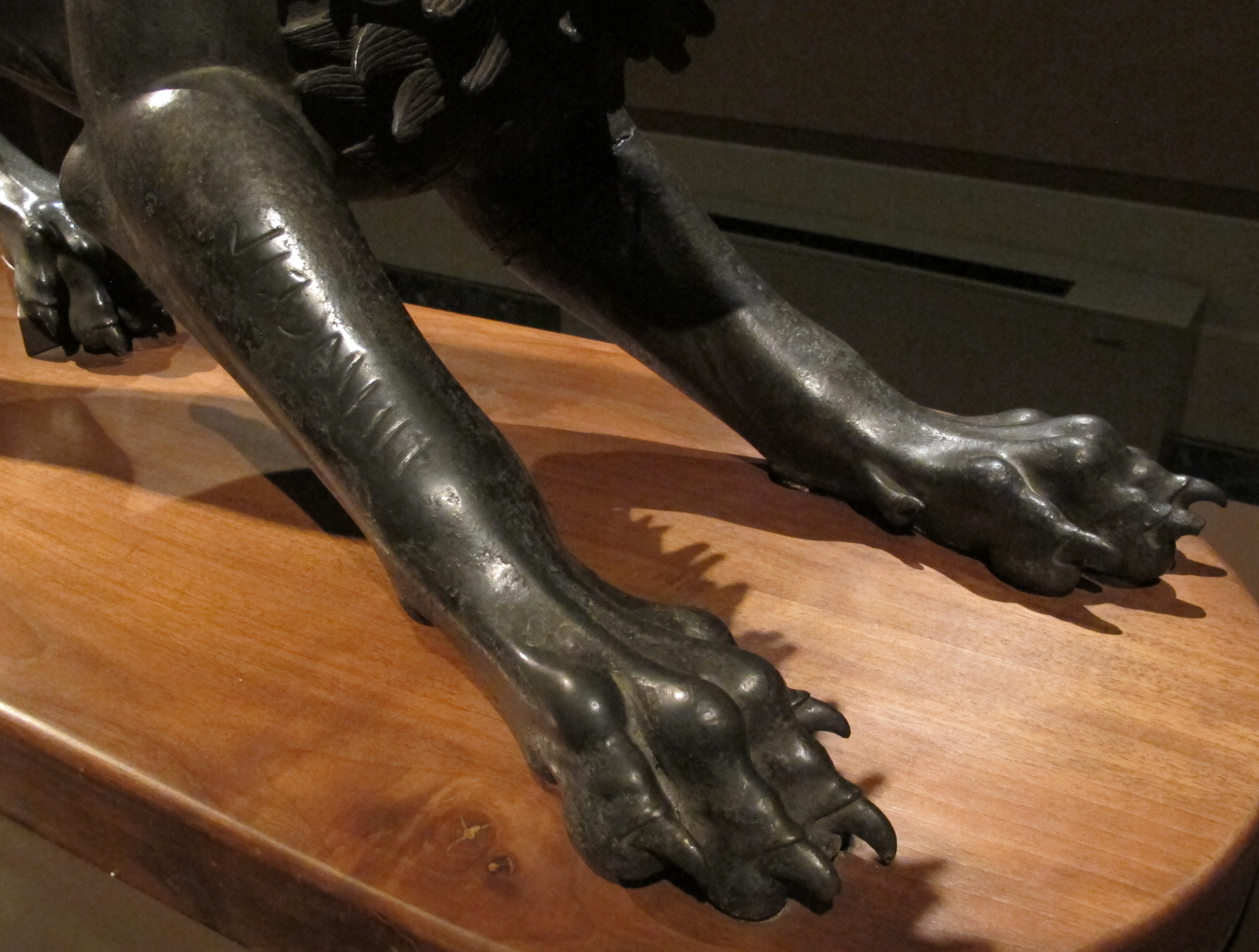
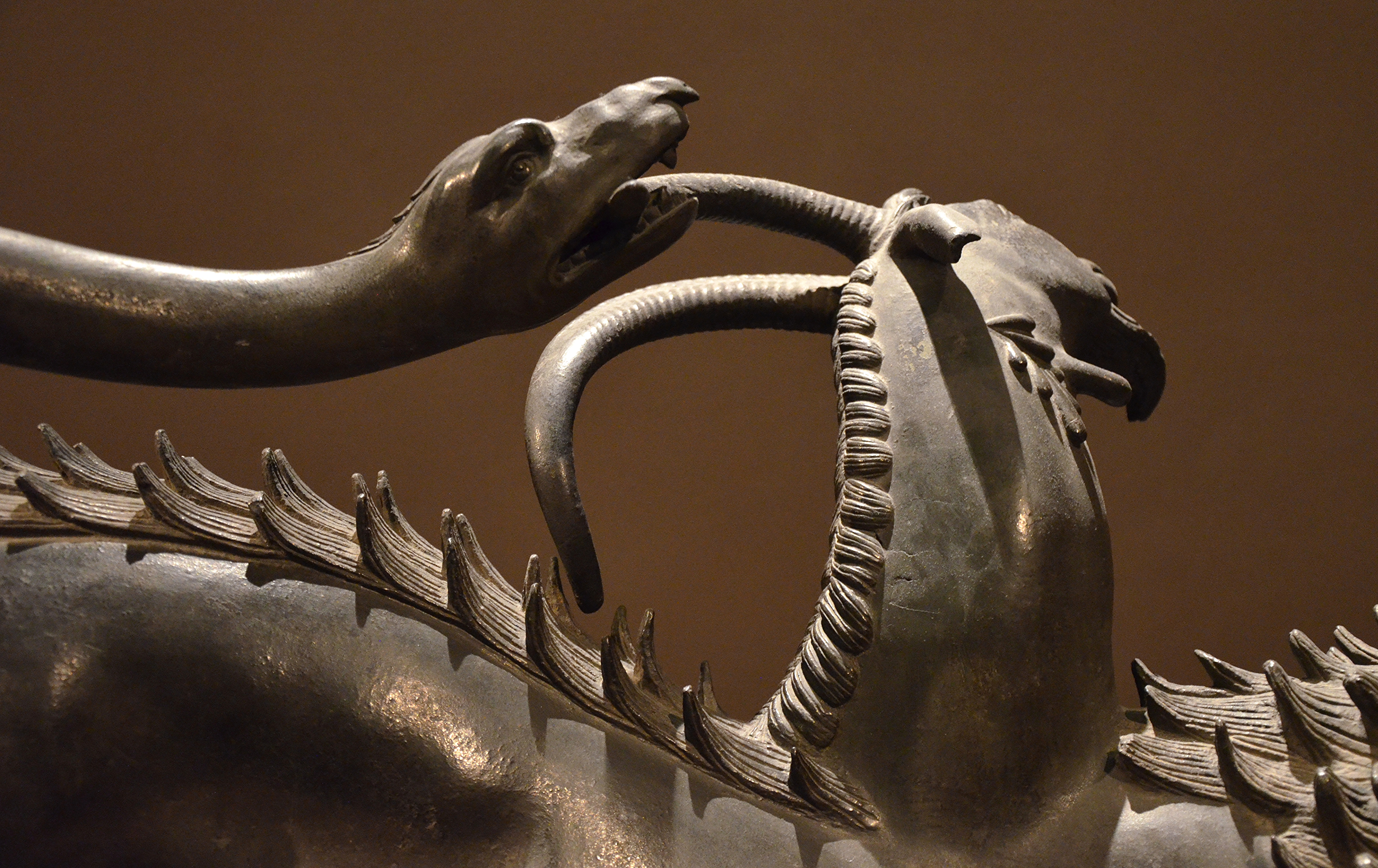
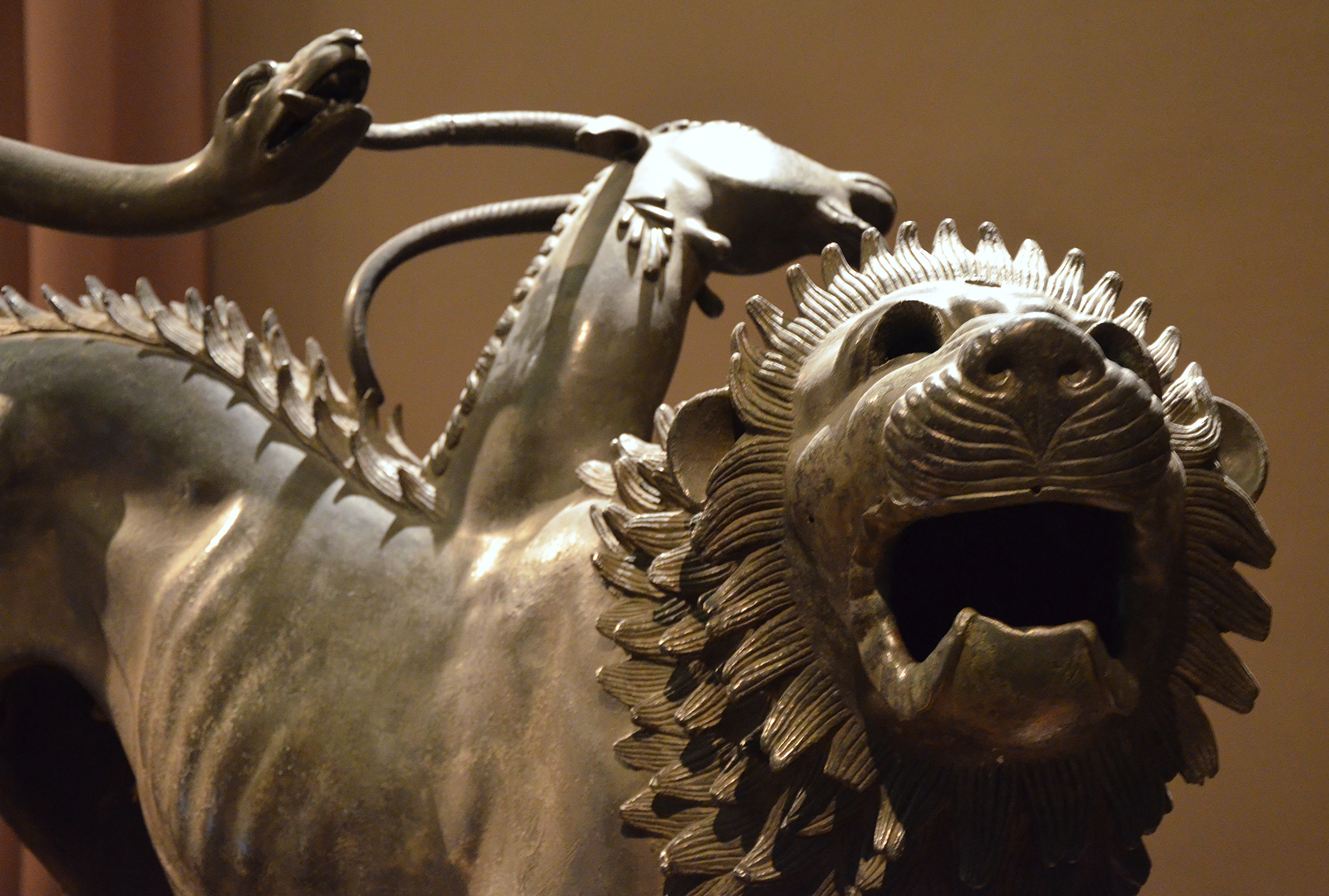